# Cá thể

Cá thể

Cá thể là một cá nhân hoặc một vật cụ thể. Cá tính (hay ngã tính) là trạng thái hay phẩm chất của việc là một cá thể; đặc biệt là việc một cá thể tách biệt với những cá thể khác, và sở hữu các nhu cầu và mục tiêu riêng. Định nghĩa chính xác của cá thể quan trọng trong sinh học, luật pháp, và triết học. Từ thế kỉ 15 hoặc sớm hơn (và ngày nay trong các lĩnh vực thống kê và siêu hình học), cá thể có nghĩa là không thể phân chia, mô tả điển hình về mặt số (lượng) một thứ đơn lẻ, đôi khi có nghĩa là "một cá nhân". Từ thế kỉ 17, cá thể chỉ sự tách biệt, như trong chủ nghĩa cá nhân.